# ألانا دانتي
ألانا دانتي هي مغنية بلجيكية، ولدت في 1 ديسمبر 1969 في بلجيكا.

## وصلات خارجية
- ألانا دانتي على موقع IMDb (الإنجليزية)
- ألانا دانتي على موقع ميوزك برينز (الإنجليزية)
- ألانا دانتي على موقع ديسكوغز (الإنجليزية)